# Амр ибн ел Ас
Амр ибн ел Ас (592 — 6. јануар 664) био је арабљански војсковођа, освајач Египта, државник и Мухамедов савременик.
У арабљанским походима освојио је Сирију западно од Јордана, а нарочито се прославио заузимањем Египта. Основао је упориште Ел Фустат, касније назван Каиро где је пренео седиште калифата. У бици код Сифина (657), командовао је сиријским коњаницима. Када се битка почела одвијати у корист Алија, наредио је да се борци натакну на копља странице Корана као знак правоверности, што је допринело њеном неодлучном исходу.
Као добар администратор и политичар, касније је помогао владару Сирије, Муавији I, против Алија, касније исламског халифа. За награду, постављен је за управитеља Египта на почетку владавине Умајадске династије (661).